# 스티브 비노비치
스티브 비노비치(Steve Vinovich, 1945년 1월 22일 ~ )는 미국의 배우, 성우이다.
피오리아에서 태어났다.

## 출연 작품
- 인턴 (2015년)
- 더 윈더미어 게스트 (2012년)
- 리마커블 파워 (2008년) - 빌 역
- 한나 몬타나 (2006년)
- 리턴 오브 더 배트케이브 (2003년)
- 세븐 걸프렌드 (1999년)
- 백조 공주 3 (1998년)
- 백조 공주 2 (1997년)
- 터치드 바이 언 엔젤 (1994년)
- 너를 위하여 (1994, I'll Do Anything)
- 백조 공주 (1994년)
- ER (1994년)
- 하우스 4 (1992년)
- 천국으로의 왕복 여행 (1992년)
- 스텝 바이 스텝 (1991년)
- 길티 (1991년)
- 사랑의 기적 (1990년)
- 헐리웃 대로 2 (1989년)
- 블루스 브라더스 2 (1989년)
- 마네킨 (1987년)
- 씨즈 더 데이 (1986년)
- 재회의 길 (1983년)
- 더 영 앤 더 레스트리스 (1973년)
- 냉혈인 (1972년)
- 제니퍼 온 마이 마인드 (1971년)
- 우리 생애 나날들 (1965년)